# Arthur Zimmermann
Arthur Zimmermann (ur. 5 października 1864 w Margrabowej, zm. 6 czerwca 1940 w Berlinie) – niemiecki polityk i dyplomata. Po krótkiej karierze w dyplomacji w 1901 r. został asystentem ministra spraw zagranicznych Gottlieba von Jagowa i w tym charakterze, pod nieobecność ministra brał udział w naradzie rządu Niemiec, gdy 5 lipca 1914 r. zapadła decyzja o wsparciu Austro-Węgier.
Po rezygnacji von Jagowa, będącej protestem wobec decyzji podjęcia przez Niemcy nieograniczonej wojny podwodnej, 25 listopada 1916 roku przejął urząd ministra spraw zagranicznych. W styczniu 1917 roku wysłał telegram do ambasadora w Meksyku, upoważniając go do zaproponowania prezydentowi Venustiano Carranzy przystąpienie do wojny po stronie Niemiec i oferując oddanie Meksykowi części terytorium pokonanych Stanów Zjednoczonych. Ujawnienie tej depeszy przez brytyjskich kryptologów umożliwiło przystąpienie USA do wojny po stronie państw ententy. Zimmermann został zdymisjonowany w lecie 1917 roku.